# Grosselfingen
Grosselfingen – miejscowość i gmina w Niemczech, w kraju związkowym Badenia-Wirtembergia, w rejencji Tybinga, w regionie Neckar-Alb, w powiecie Zollernalb, wchodzi w skład wspólnoty administracyjnej Bisingen. Leży ok. 7 km na północ od Balingen.